# Quim (calciatore 1959)
Joaquim Carvalho de Azevedo, noto semplicemente come Quim (Vila do Conde, 23 agosto 1959), è un allenatore di calcio ed ex calciatore portoghese, di ruolo centrocampista.

## Carriera

### Giocatore

#### Club
Ha giocato per 18 anni, iniziando nelle giovanili del Rio Ave per 4 anni, passando successivamente in prima squadra nel 1978, dove resta 6 stagioni, 4 delle quali in massima serie, chiudendo nel 1984 dopo 137 presenze e 8 reti. Nell'estate 1984 si trasferisce al Porto, giocando con i Dragões per 4 anni e mezzo, nei quali vive l'epopea della squadra di Oporto, vincendo 3 campionati, nell'1985, 1986 e 1988, la Coppa di Portogallo del 1988, le supercoppe portoghesi 1984 e 1986, ma soprattutto trionfando in Coppa dei Campioni nel 1987, nella finale di Vienna giocata da titolare contro il Bayern Monaco e poi in Supercoppa europea contro l'Ajax e in Coppa Intercontinentale contro il Peñarol. A gennaio 1989 passa al Vitória Setúbal, dove rimane mezza stagione. In seguito milita per un anno, fino al 1990, nella Tirsense dove gioca 31 volte e per due stagioni nella Farense, fino al 1992, collezionando 40 apparizioni. Nell'estate 1992 ritorna al Rio Ave, in seconda serie, rimanendovi due anni, fino al 1994 nei quali gioca 40 volte e segna un gol. Chiude con il Ribeirão, nelle serie inferiori, restando due stagioni, dal 1994 al 1996, una in quinta e l'altra in quarta divisione. Si ritira a 37 anni, nel 1996.

#### Nazionale
Con la Nazionale Under-20 portoghese gioca 6 volte nel 1979, partecipando al Mondiale dello stesso anno in Giappone, dove disputa tutte le 4 gare dei lusitani, eliminati ai quarti di finale dall'Uruguay.
Debutta in Nazionale maggiore il 30 gennaio 1985, in un'amichevole in casa a Lisbona contro la Romania persa per 3-2, entrando all'intervallo al posto di António Frasco. Non convocato per il Mondiale 1986 in Messico, nel 1987 gioca altre 3 volte, chiudendo con la nazionale il 14 febbraio 1987 nella sfida interna ad Oeiras contro l'Italia, valida per le qualificazioni all'Europeo 1988, nella quale gioca l'intera gara e perde per 1-0, con gol di Alessandro Altobelli.

### Allenatore
Nel 1999, a 40 anni, 3 dopo il ritiro, intraprende la carriera di allenatore nelle divisioni inferiori portoghesi, per due anni, fino al 2001, nel Canelas Gaia, poi per altre due stagioni, fino al 2003, nel Vila Real, nel 2003 nel Pampilhosa e dal 2006 al 2007 nella Micaelense.

## Statistiche

### Cronologia presenze e reti in Nazionale
| Cronologia completa delle presenze e delle reti in nazionale ― Portogallo | Cronologia completa delle presenze e delle reti in nazionale ― Portogallo | Cronologia completa delle presenze e delle reti in nazionale ― Portogallo | Cronologia completa delle presenze e delle reti in nazionale ― Portogallo | Cronologia completa delle presenze e delle reti in nazionale ― Portogallo | Cronologia completa delle presenze e delle reti in nazionale ― Portogallo | Cronologia completa delle presenze e delle reti in nazionale ― Portogallo | Cronologia completa delle presenze e delle reti in nazionale ― Portogallo |
| Data                                                                      | Città                                                                     | In casa                                                                   | Risultato                                                                 | Ospiti                                                                    | Competizione                                                              | Reti                                                                      | Note                                                                      |
| ------------------------------------------------------------------------- | ------------------------------------------------------------------------- | ------------------------------------------------------------------------- | ------------------------------------------------------------------------- | ------------------------------------------------------------------------- | ------------------------------------------------------------------------- | ------------------------------------------------------------------------- | ------------------------------------------------------------------------- |
| 30-1-1985                                                                 | Lisbona                                                                   | Portogallo                                                                | 2 – 3                                                                     | Romania                                                                   | Amichevole                                                                | -                                                                         | 46’                                                                       |
| 7-1-1987                                                                  | Portalegre                                                                | Portogallo                                                                | 1 – 1                                                                     | Grecia                                                                    | Amichevole                                                                | -                                                                         | 46’                                                                       |
| 4-2-1987                                                                  | Braga                                                                     | Portogallo                                                                | 1 – 0                                                                     | Belgio                                                                    | Amichevole                                                                | -                                                                         |                                                                           |
| 14-2-1987                                                                 | Oeiras                                                                    | Portogallo                                                                | 0 – 1                                                                     | Italia                                                                    | Qual. Euro 1988                                                           | -                                                                         |                                                                           |
| Totale                                                                    |                                                                           | Presenze                                                                  | 4                                                                         |                                                                           | Reti                                                                      | 0                                                                         |                                                                           |

## Palmarès

### Giocatore

#### Club

##### Competizioni nazionali
- Campionato portoghese: 3

Porto: 1984-1985, 1985-1986, 1987-1988
- Coppa del Portogallo: 1

Porto: 1987-1988
- Supercoppa di Portogallo: 2

Porto: 1984, 1986

##### Competizioni internazionali
- Coppa dei Campioni: 1

Porto: 1986-1987
- Supercoppa UEFA: 1

Porto: 1987
- Coppa Intercontinentale: 1

Porto: 1987